# Grindeks
AS Grindeks — латвійська фармацевтична компанія, яка виготовляє лікарські засоби, препарати та фітохімічні ліки.

## Про компанію

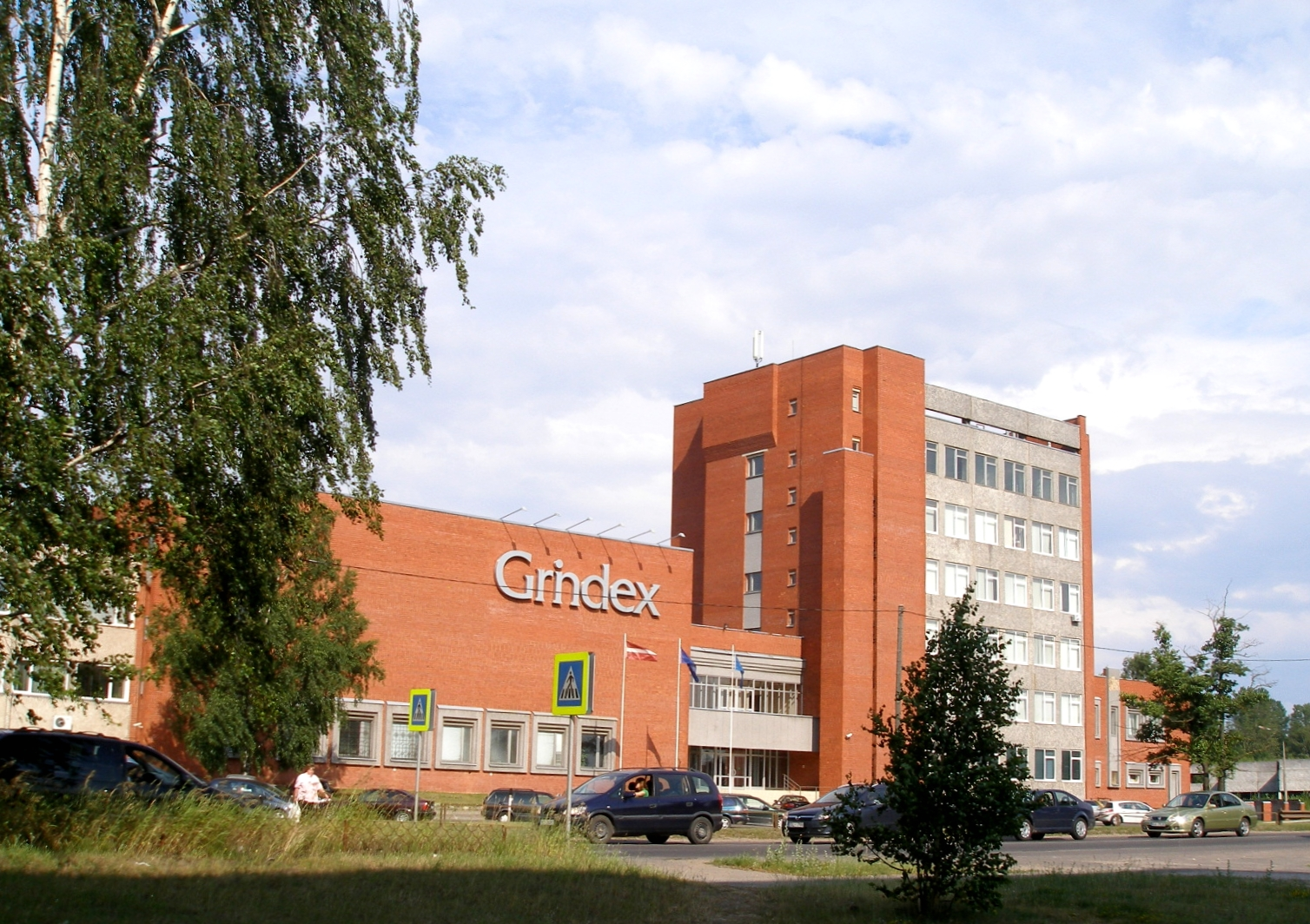
Головний офіс компанії

Компанія заснована 17 жовтня 1991 року та є акціонерним товариством з 25 серпня 1997 року.
Одним з основних продуктів компанії є лікарський препарат Мельдоній, який продають під торговою маркою «Мілдронат». Його використовують для лікування серцевих захворювань, у тому числі стенокардії, на території колишнього СРСР у деяких випадках застосовують для лікування інфаркту міокарда.
2015 року у Grindeks обіг становив 82,7 млн євро з чистим прибутком 1 млн євро. У компанії працюють 883 співробітника, а головними акціонерами є Кіровс Ліпманс з часткою 33,29 % та Анна Ліпмане з 16,65 %. 2017 року обіг компанії становив вже 132,4 млн. євро з чистим прибутком 10,3 млн. Через рік обіг досягнув позначки 145,5 млн. євро.
Компанія котирувалась на Ризькій фондовій біржі, але за рішенням компанії була виключена з котирувального списку біржі 19 лютого 2021.